# 省（市）級風景特定區
省（市）級風景特定區，係指中華民國臺灣省政府功能業務與組織調整（精省）前，按中華民國法律《發展觀光條例》與1979年交通部及內政部共同訂定發布之《風景特定區管理規則》規定，完成風景特定區評鑑，被評定為省（市）級，經省政府、直轄市政府公告的風景特定區。精省後，《風景特定區管理規則》亦配合修正：由臺灣省政府管轄之省級風景特定區，改制為國家級風景特定區；由直轄市及縣（市）政府管轄之風景特定區，稱為直轄市級及縣（市）級風景特定區。

## 已改制的前省（市）級風景特定區
- 日月潭風景特定區
- 茂林風景特定區
- 阿里山風景特定區
- 梨山風景特定區
- 獅頭山風景特定區
- 八卦山脈風景特定區
- 北海岸風景特定區
- 觀音山風景特定區
- 野柳風景特定區
- 曾文水庫風景特定區
- 烏山頭水庫風景特定區
- 碧潭風景特定區
- 烏來風景特定區
- 十分瀑布風景特定區
- 瑞芳風景特定區
- 澄清湖風景特定區
- 谷關風景特定區

## 外部連結
- 交通部觀光局 （页面存档备份，存于）